# Торкијара
Торкијара (итал. Torchiara) је насеље у Италији у округу Салерно, региону Кампанија.
Према процени из 2011. у насељу је живело 516 становника. Насеље се налази на надморској висини од 345 м.

## Географија
| Клима (Торкијара)        | Клима (Торкијара) | Клима (Торкијара) | Клима (Торкијара) | Клима (Торкијара) | Клима (Торкијара) | Клима (Торкијара) | Клима (Торкијара) | Клима (Торкијара) | Клима (Торкијара) | Клима (Торкијара) | Клима (Торкијара) | Клима (Торкијара) | Клима (Торкијара) |
| Показатељ \ Месец        | .Јан.             | .Феб.             | .Мар.             | .Апр.             | .Мај.             | .Јун.             | .Јул.             | .Авг.             | .Сеп.             | .Окт.             | .Нов.             | .Дец.             | .Год.             |
| ------------------------ | ----------------- | ----------------- | ----------------- | ----------------- | ----------------- | ----------------- | ----------------- | ----------------- | ----------------- | ----------------- | ----------------- | ----------------- | ----------------- |
| Средњи максимум, °C (°F) | 9,9 (49,8)        | 9,9 (49,8)        | 12,6 (54,7)       | 16,0 (60,8)       | 19,8 (67,6)       | 24,3 (75,7)       | 28,7 (83,7)       | 29,2 (84,6)       | 25,4 (77,7)       | 20,9 (69,6)       | 15,8 (60,4)       | 12,0 (53,6)       | 29,2 (84,6)       |
| Средњи минимум, °C (°F)  | 3,7 (38,7)        | 4,0 (39,2)        | 5,7 (42,3)        | 8,6 (47,5)        | 11,7 (53,1)       | 15,6 (60,1)       | 19,1 (66,4)       | 19,6 (67,3)       | 16,5 (61,7)       | 13,0 (55,4)       | 9,1 (48,4)        | 5,9 (42,6)        | 3,7 (38,7)        |
| [ тражи се извор ]       |                   |                   |                   |                   |                   |                   |                   |                   |                   |                   |                   |                   |                   |

## Становништво
| 1931. | 1936. | 1951. | 1961. | 1971. | 1981. | 1991. | 2001. | 2011. |
| ----- | ----- | ----- | ----- | ----- | ----- | ----- | ----- | ----- |
| 1.428 | 1.501 | 1.542 | 1.526 | 1.140 | 1.188 | 1.360 | 1.525 | 1.803 |